# Richard Gallagher
Richard Gallagher, noto anche con lo pseudonimo di Skeets Gallagher (Terre Haute, 28 luglio 1891 – Santa Monica, 22 maggio 1955), è stato un attore statunitense.

## Biografia
Nato nell'Indiana, Gallagher fece i suoi studi al Rose Polytechnic Institute e all'Indiana University. Laureato in giurisprudenza, cominciò una carriera forense che lasciò per il teatro. Iniziò a scrivere alcuni testi uno dei quali venne accettato da una compagnia locale che lo mise in scena. Le sue prime esperienze di attore furono nel vaudeville. In seguito, Gallagher venne messo sotto contratto dalla Paramount.

## Filmografia parziale
- The Dragon's Claw (1915)
- The Daring Years, regia di Kenneth S. Webb (1923)
- The Potters, regia di Fred C. Newmeyer (1927)
- New York, regia di Luther Reed (1927)
- Per l'amore di Mike (For the Love of Mike), regia di Frank Capra (1927)
- Stocks and Blondes, regia di Dudley Murphy (1928)
- Honey, regia di Wesley Ruggles (1930)
- Her Wedding Night, regia di Frank Tuttle (1930)
- I gioielli rubati (The Stolen Jools), regia di William C. McGann (1931)
- The Road to Reno, regia di Richard Wallace (1931)
- L'amante (Possessed), regia di Clarence Brown (1931)
- The Trial of Vivienne Ware, regia di William K. Howard (1932)
- I conquistatori (The Conquerors), regia di William A. Wellman (1932)
- Alice nel Paese delle Meraviglie (Alice in Wonderland), regia di Norman Z. McLeod (1933)
- The Perfect Clue, regia di Robert G. Vignola (1935)
- Spregiudicati (Idiot's Delight), regia di Clarence Brown (1939)
- Brooklyn Orchid, regia di Kurt Neumann (1942)

## Spettacoli teatrali
- Up in the Clouds (Broadway, 2 gennaio 1922)
- Up She Goes (Broadway, 6 novembre 1922)
- Marjorie (Broadway, 11 agosto 1924)
- The Magnolia Lady (Broadway, 25 novembre 1924)
- The City Chap (Broadway, 26 ottobre 1925)
- Lucky (Broadway, 22 marzo 1927)
- Good Night, Ladies (Broadway, 17 gennaio 1945)